# الممالك الصغيرة
\

"الممالك الصغيرة " رواية باللغة الإنجليزية من تأليف أنستازيا هوبيت . تدور أحداث الرواية حول الحياة في الكويت بين حربي الخليج .   نُشر هذا الكتاب لأول مرة عن دار نشر بيرماننت بريس في الأول من يناير/كانون الثاني 2010. 

## ملخص
تدور أحداث الرواية في الكويت خلال الفترة ما بين دار النشر "بيرماننت برس". تتناول الرواية خمسة أشخاص - أغنياء وفقراء، مواطنون وأجانب، مسلمون ومسيحيون وكافرون. يكتشفون أن خادمة هندية مراهقة تتعرض لإساءة معاملة شديدة من قبل مخدومها. ورغم مشاكلهم الشخصية ومغامراتهم الواقعية، إلا أنهم يقررون النضال من أجل هذه السيدة المسكينة.

## الشخصيات
هذه هي الشخصيات الرئيسية في الرواية 
- مفيدة، امرأة مسلمة
- إيمانويلا، طباخة/خادمة مفيدة الهندية
- ثيو، طبيب
- حنان
- عدة

## استقبال
حظيت الرواية بمراجعات إيجابية في معظمها. وكتبت دار نشر Curledup في مراجعتها: "في رواية إنسانية عميقة ومضطربة عاطفيًا، يروي هوبيت قصة رائعة عن الكويت بين حربي الخليج." 